# Словачко војвођанско позориште
Словачко војвођанско позориште (СВП) (словен. Slovenské vojvodinské divadlo - SVD) је настало као институција војвођанских Словака, којој је циљ да развија позоришну културу на професионалном нивоу. СВП је основано одлуком Извршног већа АП Војводине. Оснивачко право је накнадно преузела на себе Скупштина Општине Бачки Петровац одлуком од 14. априла. 2003. године Репертоар креира Уметнички савет СВП. На челу позоришта је директор, који је уједно и менаџер позоришта.